# Chet-Brot
Chet-Brot ist der altägyptische Name einer Brot-Sorte, die erstmals im Grab des Beamten Peher-nefer in der 4. Dynastie erwähnt wird. Es wird in einer Steuerabgabeliste genannt und war gemäß der Grabinschrift für das „Haus der Müllerinnen“ bestimmt.
Der Begriff „Chet“ bezieht sich allgemein auf die pflanzliche Nahrung der Altägypter, insbesondere auf das Getreide.